# 아즈리엘 레비
아즈리엘 레비(히브리어: עַזְרִיאֵל לֵּוִי IPA: [ʕazriˈʔel leˈvi], 영어: Azriel Lévy)는 이스라엘의 수학자이다. 집합론과 수리논리학에 공헌하였다.

## 생애
1934년에 하이파의 유대인 가정에서 태어났다. 박사 과정을 예루살렘 히브리 대학교에서 아브라함 프렝켈과 에이브러햄 로빈슨 밑에서 1958년에 취득하였다. 이후 1961년에 예루살렘 히브리 대학교의 강사가 되었고, 1964년에 조교수로, 1968년에 정교수로 승진하였다.
2003년에 은퇴하였다.

## 저서
- Fraenkel, Abraham A.; Bar-Hillel, Yehoshua; Levy, Azriel (1973). 《Foundations of set theory》. Studies in logic and the foundations of mathematics (영어) 67 2판. Elsevier.
- Lévy, Azriel (1965). 《A hierarchy of formulas in set theory》. Memoirs of the American Mathematical Society (영어) 57. American Mathematical Society. doi:10.1090/memo/0057. ISBN 978-0-8218-1257-0. MR 0189983.
- Lévy, Azriel (1979). 《Basic set theory》 (영어). Springer-Verlag.
- לוי, עזריאל (1985). 《לוגיקה מתמטית》 (히브리어). האוניברסיטה הפתוחה.
- לוי, עזריאל (1997). 《לוגיקה מתמטית א׳》 (히브리어). לחץ אקדמון.

## 참고 문헌
- Kanamori, Akihiro (2006). “Levy and set theory” (PDF). 《Annals of Pure and Applied Logic》 (영어) 140: 233–252. doi:10.1016/j.apal.2005.09.009. Zbl 1089.03004. 2016년 10월 20일에 원본 문서 (PDF)에서 보존된 문서. 2016년 7월 12일에 확인함.